# Bernard Zénier
Bernard Zénier, né le 21 août 1957 à Giraumont (Meurthe-et-Moselle), est un footballeur international français, meilleur buteur du championnat de France en 1987, et international à cinq reprises. Il fut considéré comme un excellent joueur de club dans les années 70 et 80, un attaquant gaucher très efficace devant le but adverse. Il inscrivit un but pour son tout premier match chez les professionnels à l'âge de seize ans et onze mois avec Metz contre Lyon en 1974. En 1977, il inscrivit cinq buts au cours du même match de Coupe de France contre Chaumont (D2), gagné 5 à 2 par le FC Metz, ce qui lui valut une convocation en équipe de France par Michel Hidalgo. Il porta ensuite les maillots de Nancy (en compagnie de Michel Platini), Bordeaux, Marseille et Metz à nouveau.
Il fut champion de France avec Bordeaux en 1984 et vainqueur de la Coupe de France en 1988 avec Metz. Il termina aussi meilleur buteur du championnat de France en 1987.
Il est le fils de l'ancien joueur messin Serge Zénier (né le 30 juillet 1933 à Jarny, décédé en 2009). Bernard Zénier s'est marié avec la fille de Carlo Molinari, président emblématique du FC Metz. Deux de ses oncles furent joueurs professionnels : Jean-Pierre Turci et Bruno Rodzyk.

## Carrière
- 1970-1974 : AS Florange Ebange
- 1974-1978 : FC Metz
- 1978-1983 : AS Nancy-Lorraine
- 1983-1984 : Girondins de Bordeaux
- 1984-1986 : Olympique de Marseille
- 1986-1991 : FC Metz[2]

## Palmarès

### En club
- Champion de France en 1984 avec les Girondins de Bordeaux
- Vainqueur de la Coupe de France en 1988 avec le FC Metz
- Vainqueur de la Coupe Nationale des Cadets en 1974 avec la Lorraine (contre la Corse, 4-0)

### EnÉquipe de France
- 5 sélections et 1 but[3] entre 1977 et 1987
- International Juniors

### Distinctions individuelles
- Meilleur buteur de Division 1 en 1987 (18 buts) avec le FC Metz
- 2e du "Trèfle d'Or" du Républicain Lorrain (trophée décerné aux meilleurs sportifs lorrains de l'année) en 1987

## Statistiques et repères
- 466 matchs et 130 buts en Division 1
- 1er match et 1er but en Division 1 : Metz - Lyon (3-1) le 16 août 1974
- Dernier match professionnel : Lille - Metz (4-1) le 24 mai 1991 pour le compte de la 38e journée de Division 1